# Wikstroemia mononectaria
Wikstroemia mononectaria är en tibastväxtart som beskrevs av Bunzo Hayata. Wikstroemia mononectaria ingår i släktet Wikstroemia och familjen tibastväxter. Inga underarter finns listade i Catalogue of Life.